# 仲間事
仲間事（なかまごと）とは、江戸時代の訴訟制度において、訴権そのものが否定された案件を指す。

## 概要
江戸時代の訴訟制度は、吟味筋（刑事訴訟）と出入筋（民事訴訟）に分けられ、更に出入筋は本公事（土地・身分および利息を伴わない金銭関係）と金公事（利息を伴う金銭関係・商取引や賃金を含めた無担保による金銭関係）、そして仲間事に分類されていた。そして、仲間事に関する問題は相対によって解決されるものとされ、訴えを起こしても目安糺（訴状の審査）で無取上（不受理）扱いとされ、訴訟開始後に判明した場合には「沙汰に及ばぬ」として裁決（判決）は出されないことになっていた。
『公事方御定書』は仲間事として次の3種類を挙げている。
- 連番証文有之諸請負徳用割合請負候定（共同出資に伴って発生した出資・利益配分などの問題）
- 芝居木戸銭（芝居などの興業に伴って発生した、座元・金主間の出資・利益配分などの問題）
- 無尽金（頼母子講に伴って発生した出資・利益配分などの問題）

また、天保14年（1843年）以後には、以下のものが追加された。
- 遊女揚代金（遊女・芸者の揚代に関する問題）

これらは当事者相互の信頼関係を前提にして行われる契約であることから、問題が発生しても当事者間で解決すべきであると考えられていた。また、同時にこれらの取引は幕藩体制においては、反社会的・不道徳的・非倫理的な行為と考えられ、権力はこれらを取り締まる必要はあっても内部の揉め事を解決する言われはないとされていたのである。その発想は、一般的な利潤追求行為にあたる金公事の分野にも広げられることもあり、相対済令の発布が実施されることになる（ただし、仲間事にしても相対済令にしても、訴権を否定したもので、債権を否定したものもしくは債務者の返済義務を否定したものではないことに注意を要する）。